# Муратов Анатолій Олегович
Анато́лій Оле́гович Мура́тов (3 липня 1900 — 31 травня 1964) — радянський воєначальник часів Другої світової війни, генерал-майор (11.07.1945).

## Життєпис
Народився у місті Ґах, нині — адміністративний центр Ґахського району Азербайджану. З 1908 року навчався у 1-й Тифліській чоловічій гімназії.
У 1915 році добровольцем вступив до Російської імператорської армії: у складі 17-го драгунського Нижньогородського полку перебував у фортеці Карс. У 1917 році захворів на цингу, після лікування у шпиталі направлений до 3-го прикордонного кінного Заамурського полку. Як командир відділення брав участь проти військ Української Центральної Ради в Одесі.
Після Жовтневого перевороту у листопаді 1917 року під Бірзулою перейшов на бік більшовиків, у складі партизанського загону Самборського, як помічник командира взводу, воював проти частин Української Народної Республіки. У червні 1918 року вступив до лав Червоної армії. У складі 2-ї бригади (комбриг — Г. І. Котовський) 45-ї радянської стрілецької дивізії брав участь у боях проти частин Добровольчої армії, махновців, а згодом — проти військ Польської Республіки. З травня 1921 року брав участь у придушенні селянського повстання на Тамбовщині.
У 1922—1924 роках навчався в Єлисаветградській кавалерійській школі, по закінченні якої служив помічником командира і командиром ескадрону 50-го кавалерійського полку 9-ї Кримської кавалерійської дивізії 2-го кавалерійського корпусу Українського військового округу (м. Тульчин). Після навчання на Ленінградських КУКС у 1927 році призначений помічником начальника полкової школи. Згодом командував окремим кавалерійським ескадроном у м. Балта. У 1930 році за станом здоров'я переведений на викладацьку роботу: був військовим керівником вищої позавійськової підготовки військової кафедри Одеського політехнічного інституту. У 1937 році звільнений у запас, викладав військову підготовку в Одеському водному інституті. У вересні 1939 року відновлений у кадрах РСЧА, призначений на посаду помічника начальника розвідки 35-го стрілецького корпусу в Одеському військовому окрузі. З січня 1940 року обіймав посаду начальника кафедри фізичної підготовки Одеського інституту інженерів водного транспорту.
З початком німецько-радянської війни капітан А. О. Муратов призначений начальником 2-го (розвідувального) відділення штабу 34-ї окремої кавалерійської дивізії Південно-Західного фронту, що формувалась у м. Прилуки. Брав участь в обороні Києва, тимчасово виконував обов'язки начальника штабу дивізії. З листопада 1941 року — командир 239-го кавалерійського полку 79-ї кавалерійської дивізії на Південному фронті, був поранений. Після одужання у 1942 році направлений на навчання у Військову академію імені М. В. Фрунзе. З вересня 1942 року — командир 18-ї окремої лижної бригади, що формувалась у м. Челябінськ. У січні 1943 року разом з бригадою був відправлений на Південний фронт, де у березні того ж року бригада була розформована.
З 17 березня по 11 листопада 1943 року підполковник А. О. Муратов — заступник командира 4-ї гвардійської механізованої бригади зі стройової частини, одночасно виконував обов'язки командира бригади.
Формував 65-ту мотострілецьку бригаду в Московському військовому окрузі, яка була включена до складу 31-го танкового корпусу й у січні 1944 року відбула в 1-шу танкову армію 1-го Українського фронту. Протягом березня — червня 1944 року бригада виконувала каральні завдання з ліквідації українського визвольного руху в районі м. Кременець (Тернопільська область). З 9 липня 1944 року й до кінця війни — командир 162-ї стрілецької дивізії, з якою брав участь у битві під Бродами.
5 липня 1945 року направлений у розпорядження Військової ради Приморської групи військ Далекосхідного фронту, де з 29 липня призначений командиром 342-ї стрілецької дивізії 35-ї армії. З 5 серпня 1946 по 20 квітня 1948 року — командир 188-ї стрілецької дивізії Одеського військового округу. З квітня 1951 року — військовий комісар Миколаївської області, з травня 1952 року — начальник об'єднаних курсів удосконалення офіцерського складу Одеського військового округу. У січні 1955 року переведений на аналогічну посаду в Уральському військовому окрузі. 1 лютого 1957 року генерал-майор А. О. Муратов звільнений у запас.
Мешкав в Одесі, де й помер. Похований на 2-му Християнському цвинтарі.

## Нагороди
Нагороджений двома орденами Леніна (30.04.1945, 29.05.1945), шістьма орденами Червоного Прапора (05.11.1941, 13.02.1942, 29.07.1944, 20.05.1945, 20.06.1949, 15.11.1950), орденами Суворова 2-го ступеня (10.04.1945), двічі Вітчизняної війни 1-го ступеня (08.04.1944, 14.10.1945), Червоної Зірки (03.11.1944) і медалями.